# Youn Czekanowicz
Youn Czekanowicz (Wiltz (Luxemburg), 8 augustus 2000) is een Luxemburgs voetballer die als doelman speelt. Hij kwam van 2016 tot 2018 uit voor KAA Gent.

## Clubcarrière
Czekanowicz speelde bij de jeugd achtereenvolgens bij het Luxemburgse Etzella Ettelbruck, het Duitse Alemannia Aachen, het Duitse Bayer Leverkusen en het Belgische Club Brugge. In de zomer van 2016 verruilde hij Club Brugge voor KAA Gent, waar hij opgenomen werd in de A-kern.

## Interlandcarrière
Czekanowicz werd voor het eerst opgeroepen voor het Luxemburgse nationale voetbalelftal in november 2016, op zestienjarige leeftijd. Hij zat op de bank tijdens de wedstrijd Luxemburg-Nederland op 13 november.

## Statistieken
| Seizoen         | Club                  | Land               | Competitie         | Competitie | Competitie | Beker | Beker | Andere | Andere | Internationaal | Internationaal | Totaal | Totaal |
| Seizoen         | Club                  | Land               | Competitie         | Wed.       | Dlp.       | Wed.  | Dlp.  | Wed.   | Dlp.   | Wed.           | Dlp.           | Wed.   | Dlp.   |
| --------------- | --------------------- | ------------------ | ------------------ | ---------- | ---------- | ----- | ----- | ------ | ------ | -------------- | -------------- | ------ | ------ |
| 2016/17         | KAA Gent              | Vlag van België    | Jupiler Pro League | 0          | 0          | 0     | 0     | 0      | 0      | 0              | 0              | 0      | 0      |
| 2017/18         | KAA Gent              | Vlag van België    | Jupiler Pro League | 0          | 0          | 0     | 0     | 0      | 0      | 0              | 0              | 0      | 0      |
| 2018/19         | FC Progrès Niedercorn | Vlag van Luxemburg | Nationaldivisioun  | 0          | 0          | 0     | 0     | 0      | 0      | 0              | 0              | 0      | 0      |
| 2019/20         | FC Progrès Niedercorn | Vlag van Luxemburg | Nationaldivisioun  | 1          | 0          | 0     | 0     | 0      | 0      | 0              | 0              | 1      | 0      |
| Carrière totaal | Carrière totaal       | Carrière totaal    | Carrière totaal    | 1          | 0          | 0     | 0     | 0      | 0      | 0              | 0              | 1      | 0      |